# Station Taplow
Station Taplow is een spoorwegstation aan de Great Western Main Line in de Engelse plaats Taplow, Buckinghamshire. Het is gelegen in het district South Bucks.

## Geschiedenis

### Tijdelijke voorzieningen
Het vroegere station met de naam Maidenhead Riverside lag 1/4 mijl ten westen van het huidige station Taplow. Het was tot 1838 het eindpunt van de Great Western Railway, totdat de Maidenhead Railway Bridge werd geopend op 1 juli 1839. Maidenhead Riverside werd in augustus 1854 omgedoopt in Maidenhead en Taplow. Het was gebouwd van hout en lag ten westen van de scheve brug die de spoorweg over de Bath Road (A4) voert. Op 1 november 1871 werd het permanente station in Maidenhead geopend en kreeg het tijdelijke station de naam Taplow. 

### Permanent gebouw
Op 1 september 1872 werd het permanente station in Taplow geopend ongeveer een kwart mijn ten oosten van het tijdelijke station Maidenhead Riverside. Het is waarschijnlijk ontworpen door GWR-architect J. E. Danks en dateert grotendeels uit de periode dat de lijn viersporig werd. Het is ongewoon groot en groots van uiterlijk gezien het relatief geringe aantal passagiers dat het gedurende de dag bedient. De eerste reden hiervoor is dat verschillende grote GWR-aandeelhouders in de buurt woonden en daarom het station in de Victoriaanse tijd gebruikten. De tweede is dat het altijd bedoeld was om deel uit te maken van een hoogwaardig netwerk van stations voor pendelaars die de GWR gebruiken.
Tijdens de Tweede Wereldoorlog speelde Taplow een belangrijke rol bij het transport van tanks die waren opgeslagen op het mobilisatiecomplex dat inmiddels is hergebruikt als Slough Trading Estate. De met beton en staal versterkte weg die werd aangelegd om het gewicht van de tanks op te nemen, is nog steeds te vinden op de zuidelijke parkeerplaats van het station. Even ten noorden van het station op een spooremplacement lag een grote Prikkeldraadopslag. De opstelsporen daar zijn al lang verwijderd, de resterende merkbare helling wordt gedeeltelijk ingenomen door de nabijgelegen gebouwen van autohandel SGT. De overige gebouwen van het station zijn uiterlijk weinig veranderd sinds hun oorspronkelijke bouw.

### Groot onderhoud
In 2006 onderging de in 1884 gebouwde voetgangersbrug van het station een grote renovatie van £ 250.000. De voetgangersbrug was in een zeer slechte staat van onderhoud voordat de werkzaamheden begonnen. Naast de voetgangersbrug kregen de gebouwen een schilderbeurt en werden delen van de eilandperrons en bloemperken vernieuwd. De renovatie was op tijd klaar voor de wereldkampioenschappen roeien 2006 in Dorney Lake, die met een pendelbus voor toeschouwers vanaf het station bereikbaar waren. Gedurende het evenement had het station kort een zondagsdienst. Het station werd druk bezocht tijdens de Olympische Spelen van Londen 2012, toen de roei- en kano-wedstrijden in Dorney Lake plaatsvonden.

### Crossrail
Taplow was in de plannen van Crossrail opgenomen als onder deel van hun oost-west lijn, de Elizabeth line. De bouw van de Elizabeth Line begon in 2008 en zou eind 2018 geopend worden. Het bovengrondse deel van deze lijn ten westen van de stad bestaat uit bestaande spoorlijnen en stations, waaronder Taplow, die zijn aangepast voor stadsgewestelijk verkeer. In verband met de komst van de Elizabeth line kwam er een nieuwe loopbrug met liften om het station rolstoeltoegankelijk te maken. Tegelijk met deze werkzaamheden vond ook de vernieuwing van het seinstelsel en de elektrificatie van de Great Western Main Line tussen Paddington en Cardiff plaats. De Elizabeth line werd echter pas op 17 mei 2022 geopend, vooruitlopend hierop nam Transport for London op 15 december 2019 de stadsgewestelijke diensten ten westen van Paddington onder haar hoede onder de naam TfL Rail.  Taplow ontving de 'Secure Station'-accreditatie van de Britse transportpolitie.

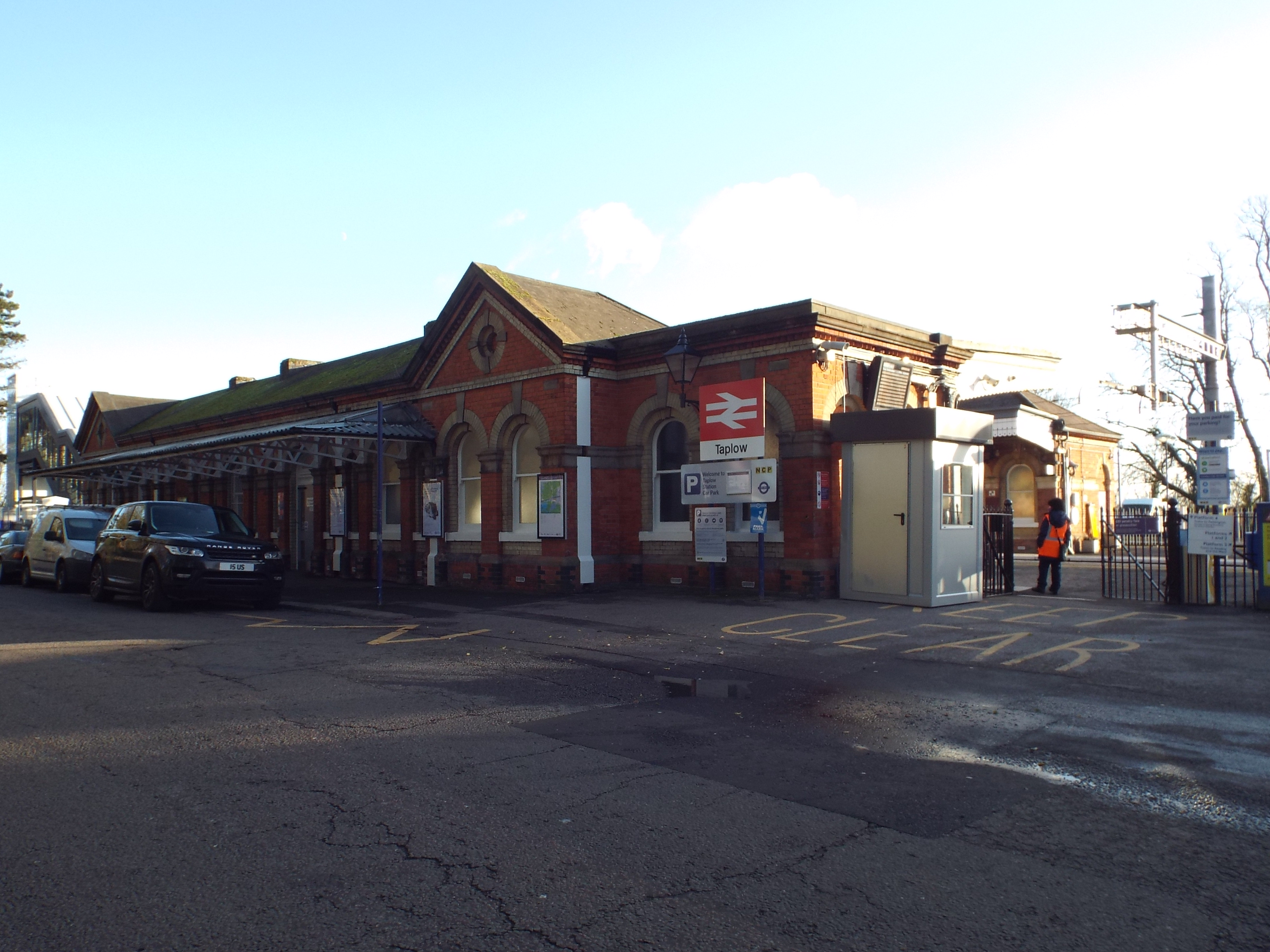
Het stationsgebouw.
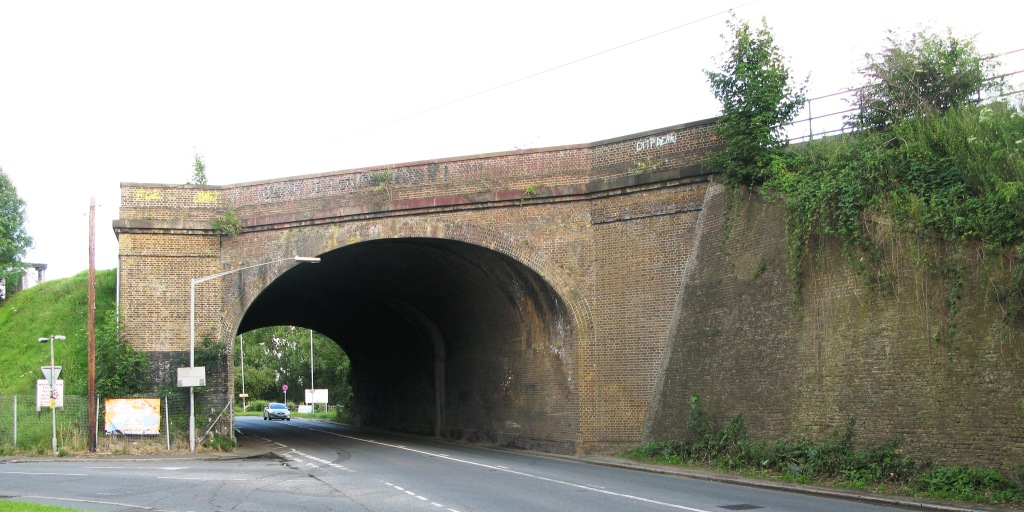
De scheve brug over Bath Road gezien uit het noorden.
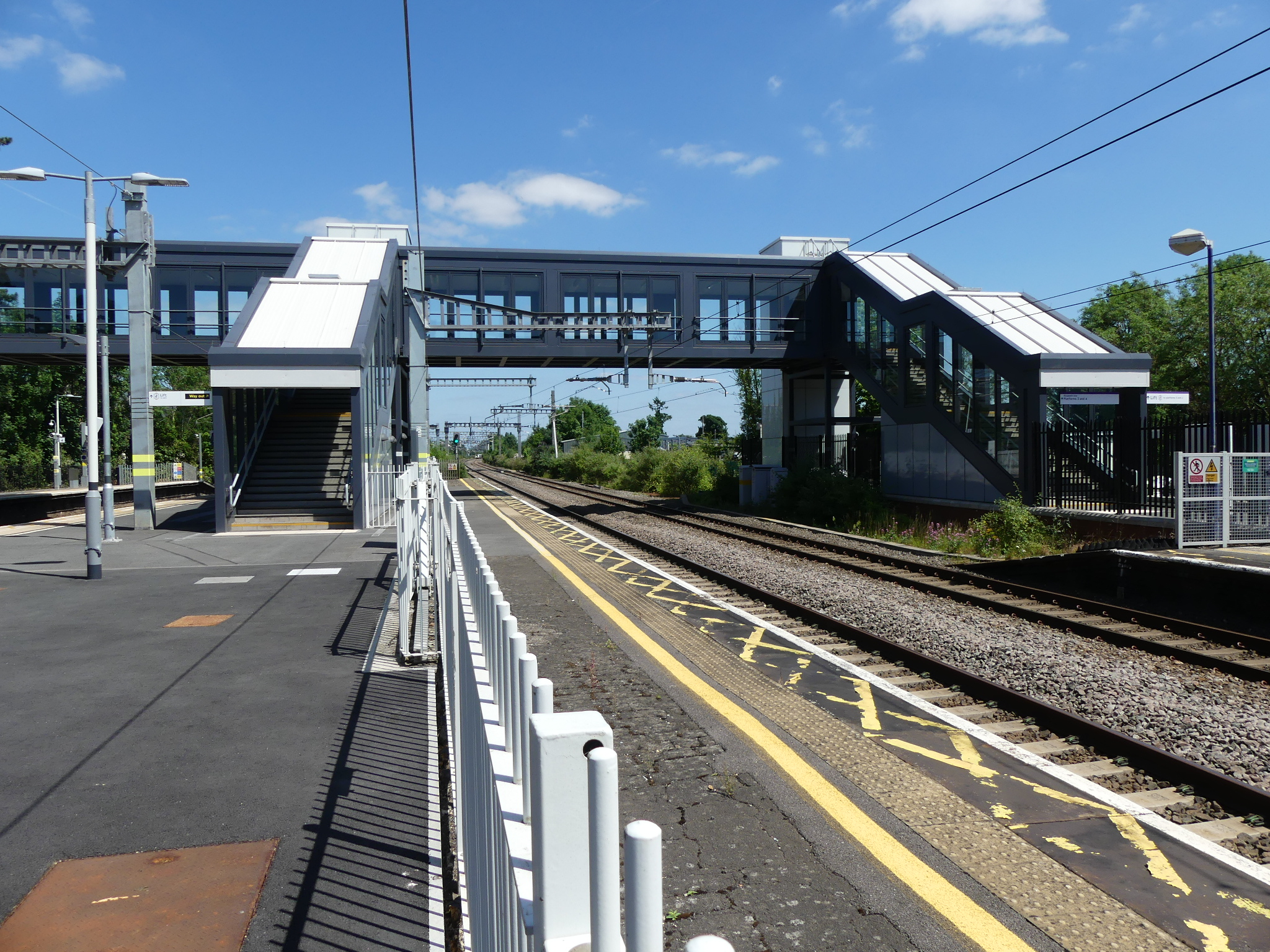
De voetgangersbrug met liften uit 2019 aan de oostkant van de perrons.

## Ligging en inrichting
Taplow is een spoorwegstation van National Rail in Taplow, Engeland op 36,2 kilometer ten westen van London Paddington. Het station kent vier sporen met een eilandperron in het midden en twee zijperrons aan de buitenkant. Het stationsgebouw uit het Victoriaanse tijdperk bleef behouden maar de loopbrug uit 1884 werd medio 2018 geheel verwijderd en vervangen door een tweede tijdelijke constructie. De renovatie van de voetgangersbrug (beschadigd door spoorwegaannemers) lijkt te zijn geannuleerd; een nieuwe moderne voetgangersbrug met liften aan de Londense kant van het station werd eind 2019 geopend. Dit kwam bij de fietsenstalling geïnstalleerd en de door First Great Western gerenoveerde toiletten.

## Reizigersdienst
Het station wordt sinds december 2019 bediend door TfL Rail, deze diensten ten westen van Paddington worden sinds 24 mei 2022 gereden onder de naam Elizabeth Line al moesten reizigers tot 6 november 2022 in Paddington overstappen tussen de bovengrondse perrons van het westelijke deel van de lijn en de ondergrondse perrons van het oostelijke deel van de Elizabeth Line. Sinds november 2022 worden bijna alle diensten op het station uitgevoerd door de Elizabeth line, aangevuld met een paar GWR-diensten in de vroege ochtend en late avond. Het station wordt bediend door vier treinen per uur in elke richting tijdens doordeweekse spitsuren, en vier treinen per uur op andere tijden. Alle diensten naar het oosten eindigen bij Abbey Wood; westwaartse diensten meestal in Reading, met een paar spitsdiensten die eindigen in Maidenhead.